# Arma láser

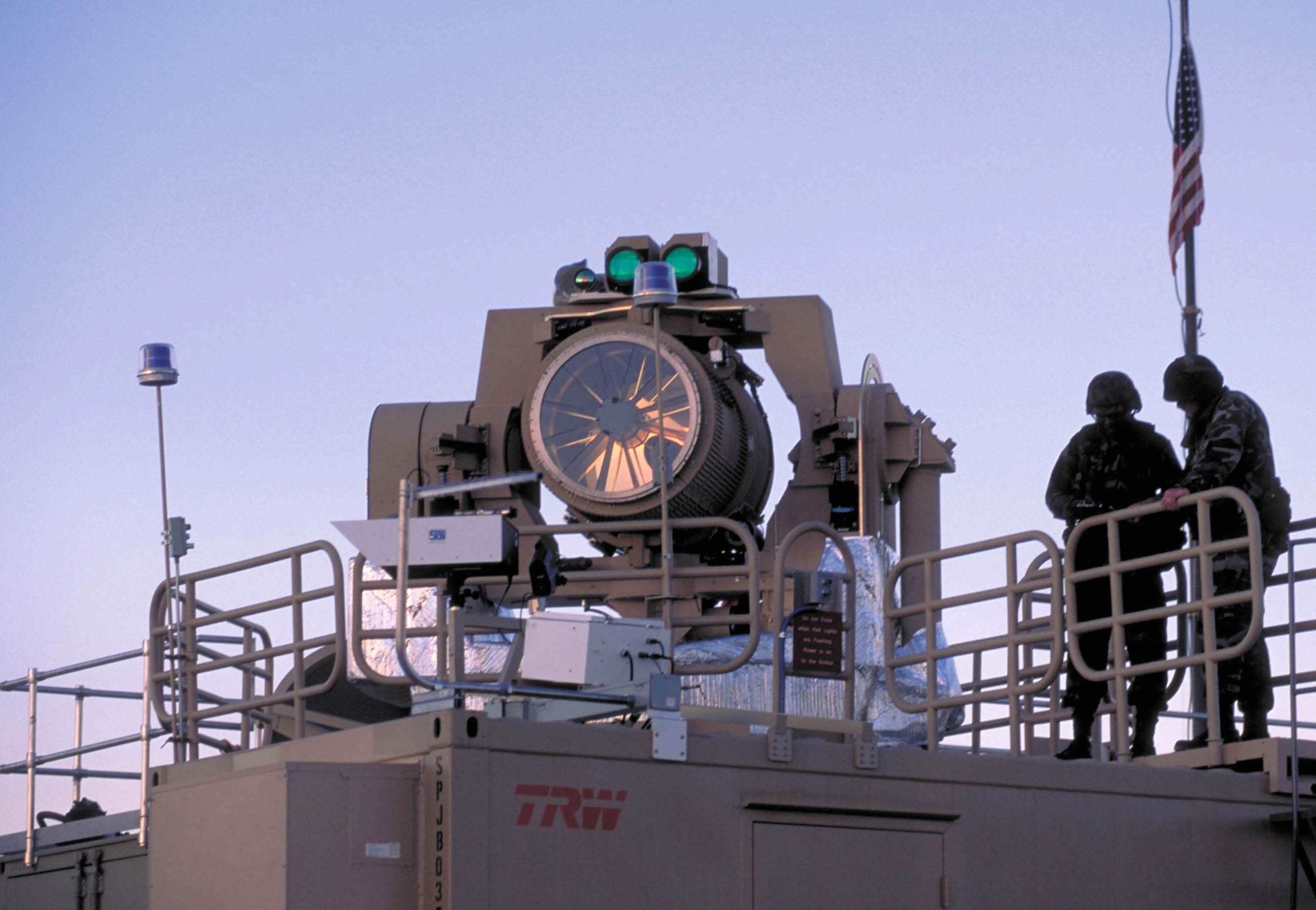
El Láser Táctico de Alta Energía estadounidense-israelí (THEL) se utilizó para derribar cohetes y proyectiles de artillería antes de ser cancelado en 2005 como resultado de "su volumen, altos costos y malos resultados obtenidos en el campo de batalla"

Un arma láser es un tipo de arma de energía dirigida basada en un láser. Después de décadas de investigación y desarrollo, las armas de energía dirigida (a enero de 2020), incluidos los láseres, aún se encuentran en la etapa experimental y todavía está por ver si se desplegarán como armas militares prácticas de alto rendimiento o cuándo. La dispersión térmica generada por el haz láser al atravesar la atmósfera ha sido un problema importante, todavía sin resolver y empeorado si hay niebla, humo, polvo, lluvia, nieve, esmog, espuma o sustancias químicas oscurecedoras deliberadamente dispersadas en el aire. Básicamente, un láser genera un rayo de luz que necesita aire limpio o el vacío para funcionar sin dispersión térmica. Sin embargo, el láser y otras armas de energía dirigida han tenido una gran presencia en la ciencia ficción desde sus inicios.
Muchos tipos de láser pueden usarse potencialmente como armas incapacitantes, a través de su capacidad para producir pérdida de visión temporal o permanente cuando se apunta a los ojos. El grado, el carácter y la duración de la discapacidad visual causada por la exposición ocular a la luz láser varía con la potencia del láser, la(s) longitud(es) de onda, la colimación del rayo, la orientación exacta del rayo y la duración de la exposición. Los láseres de tan solo una fracción de vatio de potencia pueden producir una pérdida de visión inmediata y permanente en determinadas condiciones, lo que los convierte en armas potencialmente no letales pero incapacitantes. La extrema desventaja que representa la ceguera inducida por láser hace que el uso de láseres (incluso cuando son armas no letales) sea moralmente controvertido, y las armas diseñadas para causar ceguera permanente han sido prohibidas por el Protocolo sobre armas láser cegadoras.
Las armas diseñadas para causar ceguera temporal, conocidas como deslumbradores (dazzlers en inglés), son utilizadas por organizaciones militares, y a veces también policiales. Los incidentes de pilotos expuestos a rayos láser mientras volaban han llevado a las autoridades de aviación a habilitar procedimientos especiales para hacer frente a tales peligros. Consúltese Láseres y seguridad de la aviación para obtener más información sobre este tema.
Las armas láser capaces de dañar o destruir directamente un objetivo en combate aún se encuentran en una etapa experimental. La idea general del armamento de rayos láser es golpear un objetivo con un tren de breves pulsos de luz. La rápida evaporación y expansión de la superficie provoca ondas de choque que dañan al objetivo. La potencia necesaria para proyectar un rayo láser de alta energía de este tipo está más allá del límite de la tecnología de energía móvil actual, lo que favorece a los láseres dinámicos de gas alimentados químicamente. Los sistemas experimentales de este tipo incluyeron al MIRACL y al Láser Táctico de Alta Energía, aunque ambos proyectos fueron abandonados.
La Armada de los Estados Unidos ha probado el Sistema de Arma Láser o LaWS, que utiliza un haz de 30 kW de corto alcance (de 1 milla, unos 1600 m) para ser utilizado contra objetivos como vehículos aéreos no tripulados pequeños, granadas propulsadas por cohete y lanchas motoras o helicópteros localizables a simple vista. Se ha definido como "seis equipos de soldadura láser dispuestos juntos". Se está desarrollando un sistema de 60 kW, denominado HELIOS, para emplearse en los destructores de la armada (a enero de 2020).

## Panorama general
Se están desarrollando armas de energía dirigida basadas en láser, como el Láser Airborne de Boeing, construido en el interior de un avión Boeing 747. Denominado YAL-1, estaba destinado a destruir misiles balísticos de alcance corto e intermedio en su fase de impulsión.
Otro ejemplo de uso directo de un láser como arma defensiva fue investigado para la Iniciativa de Defensa Estratégica (IDE, popularmente conocida como la "Guerra de las Galaxias") y sus programas sucesores. Este proyecto utilizaría sistemas terrestres o láseres basados en el espacio para destruir los misiles balísticos (ICBM) antes de su reentrada a la atmósfera. Los problemas prácticos de usar y apuntar estos sistemas fueron muchos; particularmente el problema de destruir misiles balísticos intercontinentales en el momento más propicio, la "fase de impulso" justo después del lanzamiento. Esto implicaría dirigir un láser a través de una gran distancia en la atmósfera, lo que, debido a la dispersión y la refracción, desviaría y distorsionaría el rayo láser, complicando la orientación del haz y reduciendo su eficacia.
Otra idea del proyecto de la Iniciativa de Defensa Estratégica fue el "láser de rayos X de bombeo nuclear". Se trataba esencialmente de un arma nuclear en órbita, rodeada de medios láser en forma de varillas de vidrio. Cuando la bomba explotase, las varillas serían bombardeadas con rayos gamma de alta energía, generando la emisión espontánea y estimulada de rayos X en los átomos que las componen. Esto conduciría a la amplificación óptica de los fotones de rayos X, produciendo un rayo láser de rayos X que se vería mínimamente afectado por la distorsión atmosférica y que sería capaz de destruir los misiles balísticos intercontinentales en vuelo. El láser de rayos X sería un dispositivo estrictamente de un solo disparo, que se autodestruiría al activarse. Algunos ensayos iniciales de este concepto se realizaron mediante pruebas nucleares subterráneas; sin embargo, los resultados no fueron alentadores. La investigación sobre este enfoque de defensa antimisiles se interrumpió después de que se cancelara el programa de la IDE.

## Electroláser
Un electroláser primero ioniza su trayectoria hasta el objetivo, y luego envía una corriente eléctrica por la traza conductora formada por el plasma ionizado, en un proceso parecido a cómo un rayo alcanza el suelo. Funciona como una versión gigante, de alta energía y de larga distancia, del Táser o arma de electrochoque.

## Proyectil de energía pulsada
Los sistemas de proyectiles de energía pulsada (o PEP por sus siglas en inglés: Pulsed Energy Projectile) emiten un pulso de láser infrarrojo que crea plasma de rápida expansión en el objetivo. El sonido, el impacto y las ondas electromagnéticas resultantes aturden al objetivo y causan dolor y parálisis temporal. El arma está en desarrollo y está destinada a ser un arma no letal en el control de multitudes, aunque también se puede utilizar como arma letal.

## Deslumbradores
Un deslumbrador (dazzler en inglés) es un arma de energía dirigida destinada a cegar o desorientar temporalmente a su objetivo con una intensa radiación dirigida. Los objetivos pueden incluir sensores o la visión humana. Los deslumbradores emiten radiación infrarroja o luz invisible contra varios sensores electrónicos, y luz visible contra objetivos humanos, cuando están destinados a no causar daños a largo plazo a los ojos. Los emisores suelen ser haces láser, produciendo lo que se denomina un "deslumbramiento láser". La mayoría de los sistemas contemporáneos son portátiles y operan en las áreas del rojo (un diodo láser) o verde (un láser de estado sólido bombeado por diodos, DPSS) del espectro electromagnético.
Desarrollados inicialmente para uso militar, están disponibles productos no militares para su uso en aplicaciones dedicadas a la defensa de la ley y de la seguridad.

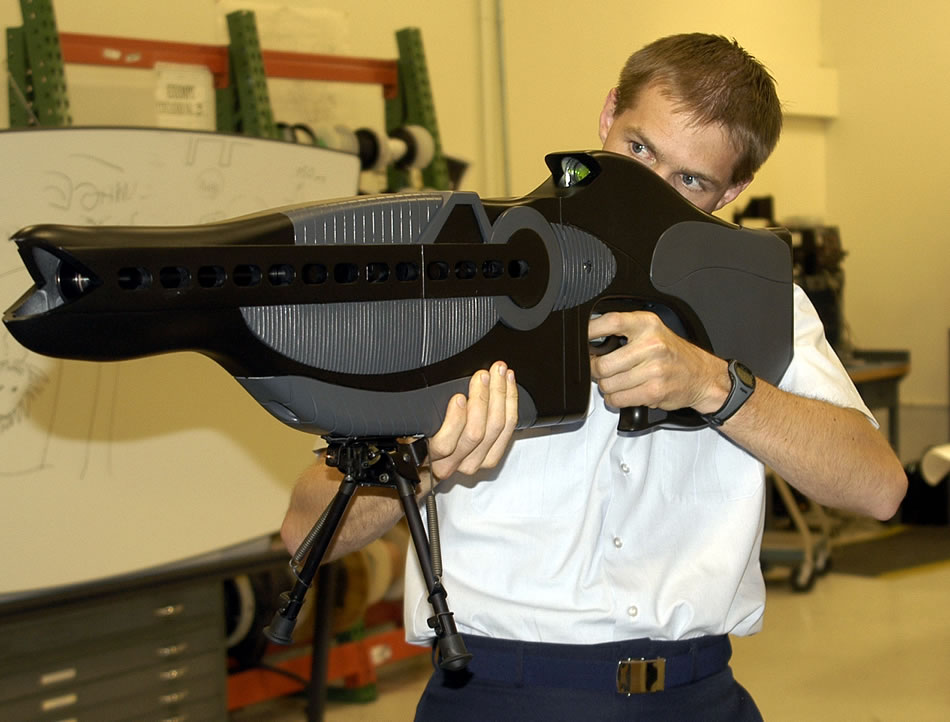
Rifle PHASR

El rifle PHASR (PHASR) es un prototipo de deslumbrador láser no letal desarrollado por la Dirección de Energía Dirigida del Laboratorio de Investigación de la Fuerza Aérea del Departamento de Defensa de Estados Unidos. Su propósito es desorientar y cegar temporalmente a un objetivo. Las armas láser cegadoras han sido probadas en el pasado, pero fueron prohibidas bajo el Protocolo sobre armas láser cegadoras de 1995 promovido por Organización de las Naciones Unidas, tras la adhesión de los Estados Unidos a la Convención de Viena sobre el Derecho de los Tratados el 21 de enero de 2009. El rifle PHASR, un láser de baja intensidad, no está prohibido bajo este reglamento, ya que el efecto cegador está destinado a ser temporal. También utiliza un láser de dos longitudes de onda. Se probó en la Base Aérea de Kirtland, en Nuevo México.
Como ejemplos de esta tecnología, se pueden citar:
- ZM-87, un láser chino utilizado como contramedida electro óptica.
- PY132A, un deslumbrador chino anti-drones.[15]
- Pistola láser soviética, un prototipo de arma láser diseñada para los cosmonautas.
- Interdictor Óptico Deslumbrador (ODIN), un láser estadounidense, que estaba previsto poner a prueba en 2019, en un destructor de la clase Arleigh Burke.[16]

## Realizaciones por país
Las empresas occidentales líderes en el desarrollo de armas láser han sido Boeing, Northrop Grumman, Lockheed Martin, NOASR, Rheinmetall y MBDA. La mayoría de estos proyectos han sido cancelados o interrumpidos, nunca pasaron del prototipo o la etapa experimental, o solo se utilizan en aplicaciones específicas como deslumbramiento, cegamiento, remoción de minas o defensa cercana contra objetivos pequeños y desprotegidos. Las armas láser eficaces y de alto rendimiento parecen ser difíciles de lograr utilizando la tecnología actual o en un futuro próximo..

### España
- Programa Sigilar para las fragatas de Clase F-110.

### Estados-Unidos

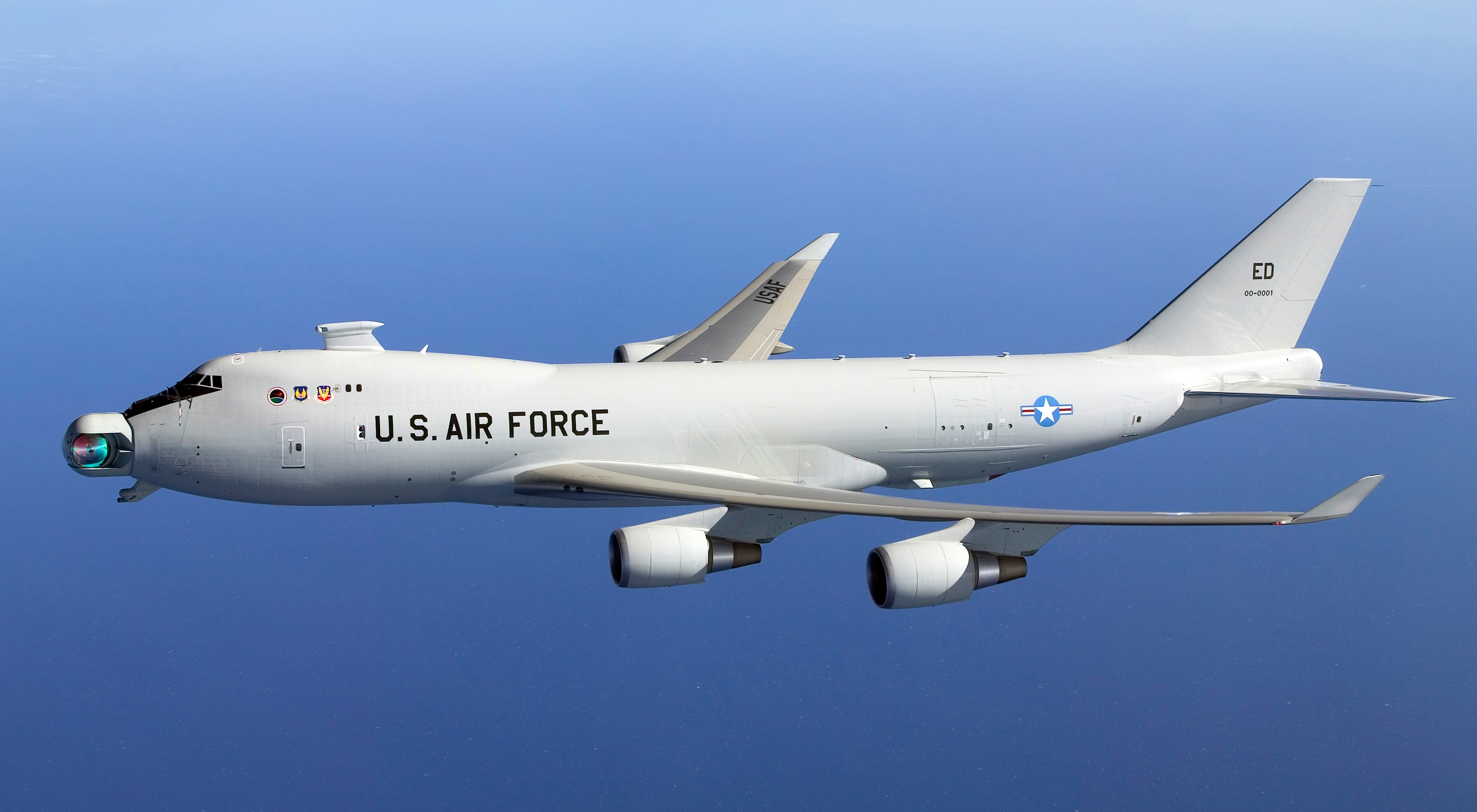
Boeing YAL-1. El sistema láser iba montado en una torreta localizada en el morro de la aeronave

- Proyecto Excalibur, un programa de investigación del Gobierno federal de los Estados Unidos para desarrollar un láser de rayos X mediante la explosión de un arma nuclear, con el fin de usarlo como un arma de energía dirigida para la defensa contra misiles balísticos.[23] Proyecto cancelado.
- En 1991, los científicos del Comando de Misiles del Ejército Estadounidense desarrollaron y probaron en el campo un láser sintonizable "reforzado" que emitía un haz estrecho en la zona amarillo-naranja-rojo del espectro.[24] Nunca fue más allá de la etapa experimental.
- En la década de 2000, la Fuerza Aérea de los Estados Unidos desarrolló el Boeing YAL-1, o LTA, un láser de dióxido de carbono o un láser químico de oxígeno y yodo aerotransportado, montado en un Boeing 747 modificado. Estaba destinado a ser utilizado para derribar misiles balísticos sobre territorio enemigo. En marzo de 2009, Northrop Grumman afirmó que sus ingenieros en Redondo Beach habían construido y probado con éxito un láser de estado sólido alimentado eléctricamente capaz de producir un rayo de 100 kilovatios, lo suficientemente potente como para destruir un avión. Según Brian Strickland, gerente del programa de láser de estado sólido de alta potencia conjunta del Ejército de los Estados Unidos, un láser eléctrico se puede montar en un avión, barco u otro vehículo porque requiere mucho menos espacio para su equipo de soporte que un láser químico.[25] Sin embargo, la fuente de una potencia eléctrica tan grande en una aplicación móvil no estaba clara. En última instancia, se consideró que el proyecto era inviable,[26][27][28] y se canceló en diciembre de 2011,[29] con el prototipo de Boeing YAL-1 almacenado y finalmente desmantelado.[30][31]
- Arma de Energía Dirigida de Precisión Aerotransportada (2008). Cancelada.
- El 19 de julio de 2010, un láser antiaéreo descrito como Laser CIWS fue presentado en el Salón Aeronáutico de Farnborough.[32] Experimental.
- El ZEUS-HLONS es el primer láser y el primer arma de energía de cualquier tipo que se usa en un campo de batalla. Se emplea para neutralizar minas y municiones sin detonar. Aplicación especializada.
- Sistema de Defensa de Área de Láser Líquido de Alta Energía (HELLADS). Estado desconocido.
- El láser químico avanzado de infrarrojo medio (MIRACL) fue un láser de fluoruro de deuterio experimental de la Armada de los Estados Unidos y se probó contra un satélite artificial de la Fuerza Aérea en 1997. Cancelado.
- En 2011, la Armada de los Estados Unidos comenzó a probar el Maritime Laser Demonstrator (MLD), un láser para usar a bordo de sus buques de guerra.[33][34] Estado desconocido.
- Respuesta de Estimulación y Detención del Personal, o Rifle PHASR, es un arma de mano no letal desarrollada por la Fuerza Aérea de los Estados Unidos.[35] Su propósito es "deslumbrar" o aturdir a un objetivo. Fue desarrollado por la Dirección de Energía Dirigida de la Fuerza Aérea. Estado desconocido.
- Tactical High Energy Laser (THEL), un arma láser de fluoruro de deuterio desarrollada en un proyecto de investigación conjunto de Israel y Estados Unidos, diseñada para derribar aviones y misiles (consúltese también Defensa de misiles Nacional). Descatalogada en 2005 como resultado de "su volumen, altos costos y malos resultados en el campo de batalla",[1]que son los problemas característicos de todas las armas láser de media y alta energía.
- El Demostrador Móvil Láser de Alta Energía (HEL-MD) es un sistema láser diseñado por Boeing, montado sobre un Camión Táctico Pesado de Movilidad Ampliada (HEMTT). Su nivel de potencia actual es de 10 kW, que se elevará a 50 kW y se espera que finalmente se incremente a 100 kW. Los objetivos que se pueden atacar son proyectiles de mortero, proyectiles y cohetes de artillería, vehículos aéreos no tripulados y misiles de crucero.[36] Estado desconocido.
- Lockheed Martin está desarrollando un láser de fibra de 60 kW para montar en un HEMTT que mantiene la calidad del haz en salidas de alta potencia mientras usa menos electricidad que los láseres de estado sólido.[37][38][39] Estado desconocido.
- La tecnología láser de electrones libres (LEL) está siendo evaluada por la Armada de los Estados Unidos como candidata para un arma de energía dirigida de defensa antiaérea y anti-misil. El LEL del Thomas Jefferson National Accelerator Facility ha demostrado una potencia de salida de más de 14 kW.[40] Las armas LEL compactas de la clase de varios megavatios están siendo investigadas.[41] El 9 de junio de 2009, la Oficina de Investigación Naval anunció que había adjudicado a Raytheon Technologies un contrato para desarrollar un LEL experimental de 100 kW.[42] El 18 de marzo de 2010, Boeing Directed Energy Systems anunció la finalización de un diseño inicial para uso naval de EE. UU.[43] Se demostró un prototipo de sistema LEL, con un prototipo de potencia completa programado para 2018.[44] Experimental.
- Banco de Pruebas Láser Eficiente Portátil (PELT)[45] Estado desconocido.
- Contramedidas para Aviones Láser (ACCM)[46] Estado desconocido.
- Láser Expedicionario Móvil de Alta Energía (MEHEL) 2.0[47][48] Experimental.
- Defensa de Área Anti Municiones (ADAM)[49] Experimental.
- Activo de Alta Energía de Prueba Avanzada (ATHENA)[50] Estado desconocido.
- Demostrador Láser de Alta Energía de Autoprotección (SHiELD). Etapa de pre-prototipo.
- El Láser de Alta Energía y Deslumbrador Óptico Integrado y Vigilancia (HELIOS) de 60 kW, se anunció que se pondría a prueba en un destructor de la clase "Arleigh Burke" en 2021. Prototipo.[16]
- El proyectil de energía pulsada (PEP) es un controvertido sistema antidisturbios basado en un láser no letal montado en un camión que se utiliza contra civiles. Un pulso láser causa una onda de choque que aturde al individuo objetivo.
- En mayo de 2020, el Demostrador de Sistemas de Armas Láser de Maduración de Tecnología (LWSD) instalado en el USS Portland (LPD-27) logró destruir un vehículo aéreo no tripulado (UAV) pequeño, sin protección y sin maniobras a una distancia muy corta.[16][51] Experimental.
- Raytheon anunció que había desarrollado un láser de alta energía que puede montarse en un MRZR y usarse para desactivar un sistema aéreo no tripulado desde aproximadamente 1 milla de distancia.[52] Estado desconocido.
- Sistemas fabricados por Northrop Grumman:
  - El 18 de marzo de 2009, Northrop Grumman anunció que sus ingenieros en Redondo Beach habían construido y probado con éxito un láser eléctrico capaz de producir un rayo de luz de 100 kW, lo suficientemente potente como para destruir misiles de crucero, artillería, cohetes y proyectiles de mortero.[53] Un láser eléctrico es teóricamente capaz, según Brian Strickland, gerente del programa de láser de estado sólido de alta potencia conjunta del Ejército de los Estados Unidos, de ser montado en una aeronave, barco o vehículo porque requiere mucho menos espacio para su equipo de soporte que un láser químico.[54] Experimental.
  - El 6 de abril de 2011, la Marina de los EE. UU. probó con éxito un cañón láser, fabricado por Northrop Grumman, que estaba montado en el antiguo USS Paul F. Foster, que actualmente se utiliza como barco de pruebas de la Marina. En la prueba realizada frente a la costa de California Central, se documentó que el cañón láser tenía "un efecto destructivo en un objetivo de crucero de alta velocidad", según declaró el Almirante Nevin Carr, Jefe de Investigación Naval.[55] Experimental.
  - Skyguard (sistema de defensa de área). Propuesto.
- El 19 de julio de 2010, se presentó en el Salón Aeronáutico de Farnborough un láser antiaéreo descrito como CIWS.[56]
- El Área de Defensa Anti-Municiones (ADAM), un sistema experimental de láser de fibra desarrollado por Lockheed Martin. 10 kW probados contra cohetes.[57][58]
- En 2011, la Armada de los Estados Unidos comenzó a probar el Demostrador Láser Marítimo (MLD), un láser para usar a bordo de sus buques de guerra.[33][59] En 2013, la Marina anunció un despliegue activo para 2014.
- Rifle PHASR (PHaSR) Un arma de mano no letal desarrollada por la Fuerza Aérea de los Estados Unidos[60] Su propósito es "deslumbrar" o aturdir a un objetivo. Fue desarrollado por el Directed Energy Directorate de la Fuerza Aérea de EE. UU. Arma cegadora prohibida.
- El Láser Boeing Avenger montado sobre un vehículo de combate M1097 Avenger. Pequeña arma anti dron. Experimental.
- En 2014, EE. UU. comenzó a probar sobre el terreno un arma de energía dirigida de 30 kW denominada Sistema de Arma Láser AN/SEQ-3 (LaWS) a bordo del USS Ponce mientras estaba desplegado en el Golfo Pérsico.[6] Las pruebas salieron bien y el sistema se declaró operativo. Se trasladó al USS Portland (LPD-27) después de que el "Ponce" fuera dado de baja. Se ordenó instalar una segunda unidad en el USS Arleigh Burke (DDG-51). Se ha demostrado que es eficaz contra objetivos pequeños y desprotegidos a distancias muy cortas.

### Unión soviética/ Rusia

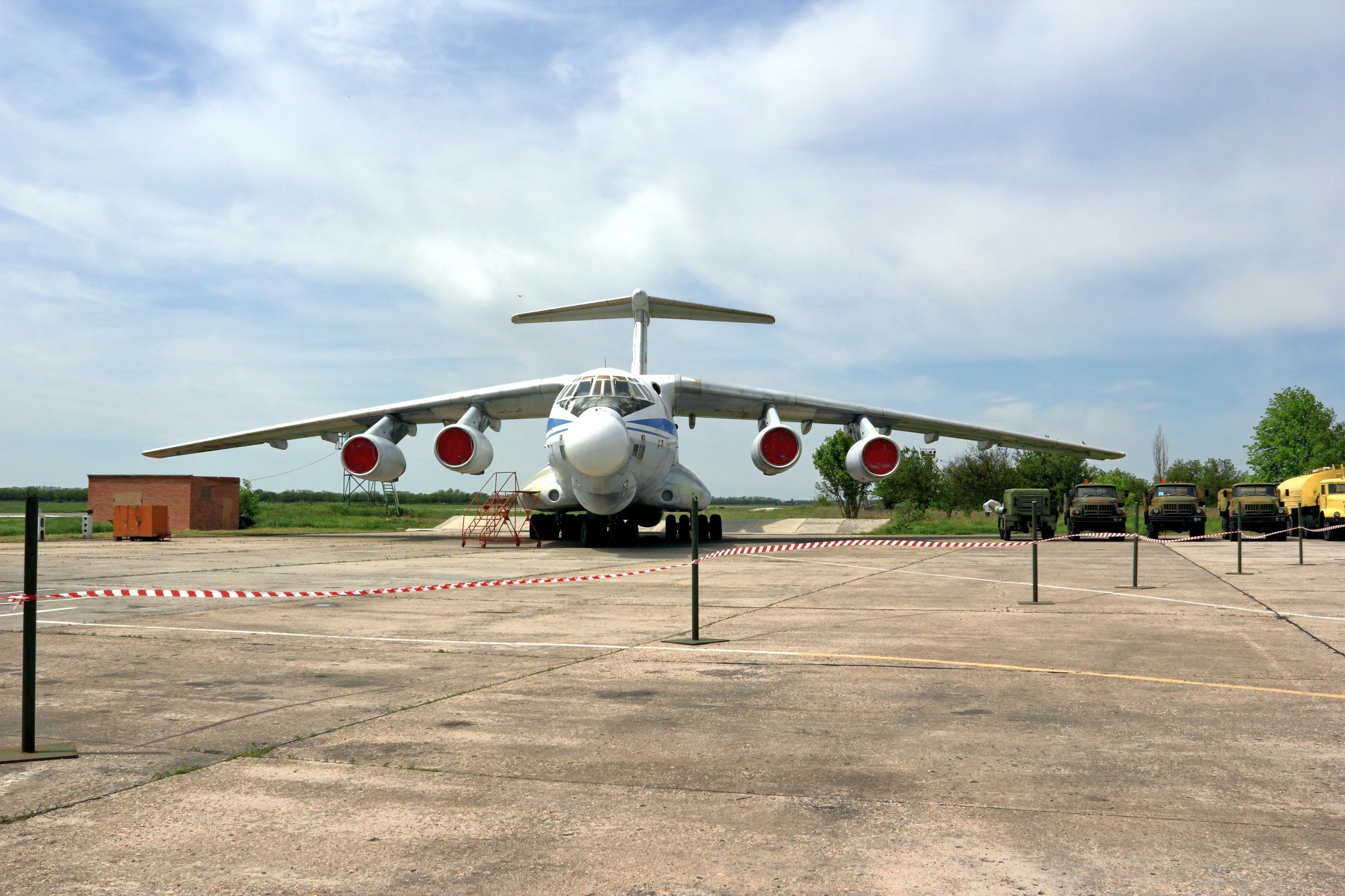
El Beriev A-60 experimentando con el láser Sokol Eshelon como un arma antisatélite

- En 1984, la Academia Militar Soviética (las Tropas de Misiles de Designación Estratégica de la Federación Rusa) desarrolló la primera arma de mano láser, destinada a ser utilizada por los cosmonautas en el espacio exterior. Ya no se usa.
- 1K17 Szhatie: un arma láser autopropulsada soviética experimental. Nunca pasó de la etapa experimental.
- En 1987, un arma espacial soviética armada con un láser, el 17F19DM Polyus/Skif-DM, falló durante su despliegue.
- Se pensaba que la instalación láser soviética Terra-3 era un poderoso prototipo de arma antisatélite, pero después de que terminó la Guerra Fría, se descubrió que era un centro de pruebas con capacidades limitadas de seguimiento por satélite. El sitio fue abandonado y ahora está parcialmente desmontado.
- Beriev A-60 soviético/ruso: un láser de dióxido de carbono sobre un transporte Ilyushin Il-76. Experimental.
- Sokol Eshelon ruso. Experimental.
- Peresvet. Láser móvil de defensa aérea de origen ruso. Ha sido sometido a pruebas de servicio como escoltas móviles de misiles balísticos intercontinentales de corto alcance.[61]
- El camión ruso Almaz HEL[62]

### China
- ZKZM-500.[63] Arma antipersonal de corto alcance no letal.
- Silent Hunter (Cazador Silencioso)[64] es un láser de fibra para un sistema de defensa antiaérea chino. Un artículo de 2017 describe un arma china de energía dirigida llamada Silent Hunter que puede perforar dos placas de acero de 5 mm desde una distancia de 1000 m.[65][66] Estado desconocido.

- Banco de Pruebas Láser Eficiente Portátil (PELT)[67] Arma antidisturbios no letal. Estado desconocido.
- Contramedidas de Laser Aircraft (ACCM) [cita requerida]
- Sistema de Defensa de Área de Láser Líquido de Alta Energía (HELLADS) Un láser contra RAM para aviones o camiones en desarrollo por General Atomics bajo un contrato de la Agencia de Proyectos de Investigación Avanzados de Defensa. Objetivo de 150 kW. Utiliza un medio activo sumergido en un refrigerante de índice comparado.

### Turquía
- El arma láser turca ARMOL pasó las pruebas de aceptación en 2019.[68] Experimental.

### India
- En agosto de 2017, la Organización de Investigación y Desarrollo de Defensa de la India pudo perforar un agujero en una lámina de metal mantenida a una distancia de 250 m en 36 s usando un arma láser de 1 kW.[69]

## Problemas
Los rayos láser comienzan a causar la formación de plasma en la atmósfera a densidades de energía de alrededor de un MJ/cm3. Este efecto, llamado "dispersión térmica", hace que el láser se desenfoque y se expanda la energía en el aire circundante. La expansión puede ser más severa si hay niebla, humo, polvo, lluvia, nieve, esmog o espuma en el aire.
Las técnicas que pueden reducir estos efectos incluyen:
- Difundir el rayo a través de un gran espejo curvo que enfoca el haz en el objetivo, manteniendo la densidad de energía por el camino lo suficientemente baja para evitar que se produzca la dispersión térmica. Esto requiere un espejo grande, muy preciso y frágil, montado como un reflector, lo que a su vez implica disponer de una maquinaria voluminosa para girar el espejo y apuntar el láser.
- Usando antenas en fase. Para la longitud de onda de haces láser típicos, este método requeriría miles de millones de antenas de tamaño micrométrico. Actualmente no existe un procedimiento para fabricarlas, aunque se han propuesto nanotubos de carbono. Teóricamente, las matrices en fase también podrían realizar amplificación de fase conjugada (véase más abajo). Las matrices de antenas en fase no requieren espejos ni lentes, y se pueden hacer planas y, por lo tanto, no requieren un sistema similar a una torreta (como un "haz extendido") para apuntar, aunque el alcance se reduciría si el objetivo estuviese en ángulos extremos con respecto a la superficie de la matriz de fase.[70]
- Utilizando un sistema láser de fase conjugada. Este método emplea un láser "buscador" o "guía" que ilumina el objetivo. Cualquier punto similar a un espejo ("especular") en el objetivo refleja la luz que es detectada por el amplificador primario del arma. A continuación, el arma amplifica las ondas invertidas, en un circuito de retroalimentación positiva, destruyendo el objetivo, con ondas de choque a medida que las regiones enfocadas por el espejo se evaporan. Esto evita la dispersión, porque las ondas del objetivo pasan a través de la atmósfera alterada térmicamente y, por lo tanto, muestran la trayectoria óptica más conductora; esto corrige automáticamente las distorsiones causadas por el propio láser. Los sistemas experimentales que utilizan este método suelen utilizar productos químicos especiales para trabajar con "óptica no lineal". En la mayoría de los sistemas, sin embargo, el espejo se sobrecalienta peligrosamente a los niveles de potencia útiles para su uso como arma.
- Usar un pulso muy corto que termina antes de que aparezca la dispersión térmica, pero esto requiere un láser de muy alta potencia para concentrar grandes cantidades de energía en ese pulso, que todavía no existe en forma de arma a enero de 2020.
- Enfocar varios láseres de potencia relativamente baja en un solo objetivo. Esta estrategia requiere un equipo cada vez más voluminoso a medida que aumenta la potencia total del sistema.

## Contramedidas
Esencialmente, el láser genera un rayo de luz que será retrasado o detenido por cualquier medio opaco y perturbado por cualquier medio translúcido o poco menos que perfectamente transparente, como cualquier otro tipo de luz. Una simple cortina de humo denso puede bloquear y a menudo bloqueará un rayo láser. Luces infrarrojas de múltiples espectros o granadas de humo también perturbarán o bloquearán los haces láser. Cualquier recubrimiento opaco, carenado, carrocería, fuselaje, casco, pared, escudo o armadura absorberá al menos el "primer impacto" de un arma láser, por lo que el rayo debe mantenerse durante un tiempo mínimo para lograr la penetración.
El Ejército de China ha invertido en el desarrollo de recubrimientos especiales que pueden desviar los rayos disparados por los láseres militares estadounidenses. La luz láser se puede desviar, reflejar o absorber manipulando las propiedades físicas y químicas de los materiales. Los recubrimientos artificiales pueden contrarrestar ciertos tipos específicos de láseres, pero un tipo diferente de láser puede adaptarse a la capacidad de absorción del recubrimiento lo suficiente como para transferir cantidades dañinas de energía. Los recubrimientos están hechos de varias sustancias diferentes, incluidos metales de bajo costo, tierras raras, polímeros reforzados con fibra de carbono, plata y diamantes, que se han procesado para obtener un brillo fino y se han adaptado contra armas láser específicas. China está desarrollando defensas anti-láser porque la protección contra estas armas se considera mucho más barata que la creación de las mismas por parte de otras potencias.
También se están estudiando como contramedidas los espejos dieléctricos, los recubrimientos ablativos económicos, el retraso del transporte térmico y los oscurecedores. En no pocas situaciones operativas, incluso contramedidas simples y pasivas como la rotación rápida (que esparce el calor y no permite un punto de mira fijo excepto en enfrentamientos estrictamente frontales), mayor aceleración (que aumenta la distancia y cambia el ángulo rápidamente), o maniobras ágiles durante la fase de ataque terminal (que obstaculiza la capacidad de fijar el haz en un punto vulnerable, obliga a reorientar o rastrear constantemente con un retraso cercano a cero, y permite algo de enfriamiento) puede neutralizar o contribuir a neutralizar las armas láser de alta energía no altamente pulsadas.

## En la cultura popular
Arthur C. Clarke imaginó las armas de reyos de partículas en su novela de 1955 "Earthlight", en la que la energía sería entregada por haces de partículas materiales de alta velocidad. Después de la invención del láser en 1960, se convirtió brevemente en el rayo de la muerte elegido por los escritores de ciencia ficción. A finales de la década de 1960 y 1970, cuando los límites del láser como arma se hicieron evidentes, la pistola de rayos comenzó a ser reemplazada por armas similares con nombres que reflejaban mejor las capacidades destructivas del dispositivo (como los blasters en Star Wars o los fásers en Star Trek, que originalmente eran láseres: de acuerdo con The Making of Star Trek, Gene Roddenberry afirmó que el personal de producción se dio cuenta de que el uso de la tecnología láser causaría problemas en el futuro, ya que el público llegaría a entender lo que los láseres podían y no podían hacer. Esto se tradujo en el cambio a fáseres en la pantalla, al tiempo que permitió que los láseres se conocieran como un estilo de arma más primitivo).
En la franquicia Warhammer 40 000, una facción conocida como Astra Militarum, antes llamada Guardia Imperial, usa una amplia variedad de armas láser. El "rifle láser" es su principal arma de infantería y se usa de la misma manera que un rifle de asalto moderno. Los rifles láser se presentan como baratos, fáciles de producir en masa y fiables, aunque no muy efectivos contra objetivos fuertemente blindados. El Astra Militarum también hace un uso extensivo de la tecnología láser en forma de armas de mano (pistolas láser), armas pesadas (cañones láser, destructores láser) y armas más grandes montadas en vehículos o utilizadas en sistemas de defensa planetaria. Los Aeldari, anteriormente los Eldar, tienen una unidad especial llamada Swooping Hawks equipada con "lasblasters".
En la serie de videojuegos Command & Conquer, varias facciones hacen un uso extensivo de la tecnología de rayos láser y de partículas.